# Valérie Guittienne-Mürger
Valérie Guittienne-Mürger, née le 14 juillet 1968, est une historienne moderniste française, et conservatrice à la bibliothèque de la Société de Port-Royal à Paris depuis 1997.

## Biographie
Après des études d'histoire médiévale, avec une maîtrise et un DEA sur l'histoire de la rupture du lien conjugal en droit canonique et droit civil au haut Moyen Âge en 1991 et 1992 , puis une formation de bibliothécaire de l'Institut catholique de Paris, elle est devenue bibliothécaire et s'occupe avec Fabien Vandermarcq du catalogage de la bibliothèque de la Société de Port-Royal. Elle a épousé Arnaud Mürger en septembre 1999.

Ses recherches en histoire portent plus particulièrement sur la période du premier XIXe siècle (Empire et Restauration). Elle est membre du comité de rédaction Chroniques de Port-Royal. En 2018, elle a soutenu une thèse en histoire moderne au Centre de recherche Histoire sociale et culturelle de l'Occident (CHISCO) de l'université Paris-Nanterre, intitulée : « Jansénisme et libéralisme. Les Nouvelles ecclésiastiques pour le XIXe siècle, manuscrit inédit autographe de l'abbé Jean-Louis Rondeau. Édition critique » sous la direction de Monique Cottret. 

« Ses recherches prosopographiques des milieux catholiques antiromains du début du XIXe siècle offrent de stimulantes perspectives. »

— Paul Chopelin

## Publications

### Ouvrage
- Jansénisme et libéralisme. Regards de Jean-Louis Rondeau sur l'Empire et la Restauration, Rennes, Presses Universitaires de Rennes, 2022, 432 p. (ISBN 978-2-7535-8369-6)

### Direction de publication
- Olivier Andurand, Myriam Deniel-Ternant, Caroline Galland, Valérie Guitienne-Murger (dir.), Histoires croisées. Politique, religion et culture du Moyen Âge aux Lumières, Nanterre, Presses Universitaires Paris Nanterre, 2019, 601 p. (ISBN 978-2-84016-330-5)
- Monique Cottret, Valérie Guitienne-Murger (dir.), Les Nouvelles ecclésiastiques. Une aventure de presse clandestine au siècle des Lumières (1713-1803), Paris, Beauchesne, 2016, 362 p. (ISBN 978-2-7010-2166-9)Seul ouvrage de synthèse actuellement disponible sur cette publication clandestine. Cette étude est à l'échelle européenne et est enrichie d'un dossier cartographique.
- Valérie Guittienne-Murger, Jean Lesaulnier (dir.), L'abbé Grégoire et Port-Royal, Paris, Nolin, 2010.

### Édition de textes
- Monique Cottret, Valérie Guittienne-Mürger, Nicolas Lyon-Caen, Un magistrat janséniste du siècle des Lumières à l'Émigration, Pierre-Augustin Robert de Saint-Vincent, Pessac, Presses universitaires de Bordeaux, coll. « Mémoires Vives », 5 juillet 2012, 838 p. (ISBN 978-2-86781-755-7 et 2-86781-755-2)L'ouvrage comprend le Mémoire de famille et le Mémoire pour sa femme[4].
- Éduquer le peuple : une école janséniste au faubourg Saint-Antoine à la veille de la Révolution, édition critique du livre de raison de l'intendant de l'école des frères Tabourin, 1782 : Jean-François Grivel, texte établi, annoté et présenté avec Monique Cottret et Fabien Vandermarcq, Paris, Nolin, 2013[5].

### Articles
- « Un patrimoine resté caché : la bibliothèque de la rue Saint-Jacques », dans Nouvelles Rive Gauche, n° 268, sept-oct. 2001, p. 18.
- « La société de Port-Royal », dans Nouvelles Rive Gauche, n° 268, sept-oct. 2001, p. 16-17.
- « Le jansénisme et le faubourg Saint-Antoine au XVIIIe siècle, un laboratoire éducatif ». Avec Marie-José Michel et Fabien Vandermarcq, dans La Cité, n°20. Paris, décembre 2001, p. 25-32.
- « Un conservatoire janséniste à Paris au XIXe siècle : la paroisse Saint-Séverin après 1801 » dans : Mémoires publiés par la Fédération des Sociétés historiques et archéologiques de Paris et de l'Île-de-France, t. 54, Paris, 2003, p. 213-232.
- avec Monique Cottret, « Le Journal d'un émigré : Robert de Saint-Vincent entre jansénisme et Contre-Révolution », dans : Annales historiques de la Révolution française, vol.  373, no  3, 2013, p. 101-122. Lire en ligne
- « Une image du jansénisme tardif à travers les Nouvelles ecclésiastiques pour le XIXe siècle de Jean-Louis Rondeau », dans G. Deregnaucourt, Y. Krumenacher, P. Martin et F. Meyer (dir.), Dorsale catholique, Jansénisme, Dévotions : XVIe- XVIIIe siècles. Mythe, réalité, actualité historiographique, Paris, Riveneuve éditions, 2014, p. 153-162.
- « La mort de l'abbé Grégoire : le dernier combat », dans Olivier Andurand et Sylvio Hermann de Franceschi (dir.), Chroniques de Port-Royal, no  64, 8 septembre 1713 : Le choc de l'Unigenitus, Paris, Société des amis de Port-Royal, 2014, p. 443-461.  (ISBN 979-10-92360-01-1)
- « Le libéralisme dans les Nouvelles ecclésiastiques pour le XIXe siècle », dans Chroniques de Port-Royal, no  65, Port-Royal au XIXe siècle, Paris, Société des amis de Port-Royal, 2015, p. 97-124.  (EAN 9791092360028)
- « L'Evangile et la liberté : Port-Royal, la Constitution civile du clergé et l'histoire de la Révolution française sous la Restauration » dans Simon Icard, Guillaume Métayer, Laurence Plazenet (dir.), "Port-Royal et la République, 1940-1629?" Chroniques de Port-Royal, no  68, Paris, Société des amis de Port-Royal, 2015, p. 145-166
- « L’épiscopat constitutionnel à travers les Nouvelles ecclésiastiques de Rondeau (1806-1828) », in P. Chopelin (dir.), Gouverner une Église en Révolution. Histoires et mémoires de l’épiscopat constitutionnel, Lyon, Larhra, 2017, p.  241-264.
- « The "Ides of August 1814": the Jansenists and the image of Port-Royal in the anti-Jesuitism of the Restoration », dans Mita Choudoury, Daniel J. Watkins (dir.), "Belief and Politics in Enlightenment France. Essays in honor of Dale K. Van Kley", Oxford, Oxford University Studies in the Enlightenment, 2019, p. 259-274
- « Perspectives libérales : la Constitution civile du clergé, des Nouvelles ecclésiastiques à l’Histoire de la Révolution française de Thiers », in Olivier Anduran, Myriam Deniel-Ternant, Caroline Galland, Valérie Guittienne-Murger (dir.), Histoires croisées. Politique, religion et culture du Moyen Âge aux Lumières, Nanterre, Presses Universitaires de Nanterre, 2019, p. 561-586.